# Soltsy-2
Soltsy-2 (également orthographié Sol'tsy, Soltsy, Solcy, Solcy 2) (code OACI : XLLL) est une base aérienne de l'aviation à long rayon d'action des forces aériennes russes située dans l'oblast de Novgorod, en Russie. 

## Historique
Elle se trouve à 2 km au nord de Soltsy et à 72 km au sud-ouest de Novgorod et est équipée d'une piste de 3 km et 9 zones bétonnées contenant des aires de stationnement à environ 1 mile de l'aérodrome.
La base abrite le 40e régiment d'aviation mixte équipé du Tu-22M dans le cadre de la 22e division d'aviation de bombardement lourd de la Garde.
En 1992, le quartier général de la 326e division d'aviation de bombardement lourd arrive depuis l'aérodrome de Raadi vers Tartu, en Estonie nouvellement indépendante. En 1998, le quartier général de la division est transféré dans la base aérienne d'Oukraïnka en Extrême-Orient.
Le 840e régiment d'aviation de bombardement lourd est équipé du Tu-22 de novembre 1951 à 2010. Le régiment est dissous en 2010 à la suite de changements initiés par les réformes militaires russes de 2008.
L'aérodrome est entretenu soigneusement pour l'entraînement occasionnel des forces aérospatiales russes et pour desservir les vols gouvernementaux dans l'oblast de Novgorod,.
Le Conseil de défense des ressources naturelles classe la base de Soltsy-2 comme une installation abritant des armes nucléaires.
Le 29 janvier 2022, un Mikoyan-Gourevitch MiG-31K, numéro de série RF-95217, d'une unité d'essais des forces aérospatiales russes, fait une sortie de piste au décollage et se brise en deux. Les deux pilotes sont sains et saufs.

## Attaque de drones en 2023
Le 19 août 2023 vers 10 h 00 heure locale, la base aérienne est attaquée par des drones ukrainiens situés à 620 km du front. Un bombardier à long rayon d'action Tu-22M aurait été endommagé,,,.
Des images satellite captées le 10 août montrent des Tu-22M3 dispersés de chaque côté de la piste. Des photos prises le 19 août montrent les restes incendiés d'un Tu-22M3 et une évacuation de la totalité des avions.